# Disney Fairies
Disney Fairies (traducido como Hadas Disney; también referida en español como Disney Hadas) es una franquicia de Disney creada en 2005. La franquicia se basa en el personaje de Campanilla / Tinker Bell de la película animada de Disney de 1953 Peter Pan, de la que posteriormente fue adoptada como una mascota de la compañía.
Además del hada ficticia de creado, la franquicia presenta muchos personajes nuevos y amplía sustancialmente la información limitada que el autor dio a conocer sobre las hadas y su hogar en el País de Nunca Jamás. Los personajes son conocidos en las historias como "hadas de Nunca Jamás". La franquicia incluye libros y otras mercancías, un sitio web y la serie de películas de animación por computadora de Tinker Bell(Campanilla), que presenta al personaje y varias hadas como personajes secundarios y recurrentes.
Es una de las principales franquicias de personajes de Disney Consumer Products bajo el sello Disney, junto con Mickey Mouse & Friends, Disney Princess, y Disney Villains.

## Desarrollo
En la novela de 1902 de Barrie El pajarito blanco, en la que introdujo el mito de Peter Pan y las hadas, escribió: "Cuando el primer bebé se rió por primera vez, su risa se rompió en un millón de pedazos, y todos se fueron saltando. Ese fue el comienzo de las hadas". Las hadas de Disney se basan en una idea similar: cada vez que un bebé recién nacido se ríe por primera vez, esa risa viaja por el mundo y aquellos que se dirigen al País de Nunca Jamás se convierten en un hada.
Las hadas generalmente residen en el Árbol Hogar, un árbol enorme e imponente ubicado en el corazón de Pixie Hollow (Hondonada de las Hadas/Tierra de las Hadas) en el País de Nunca Jamás. Varios grupos de hadas trabajan y viven cerca también. La mayoría de los personajes de hadas son jóvenes y mujeres, pero también se incluyen personajes de hadas mayores y masculinos. Los personajes masculinos a veces se denominan "hombres gorrión", aunque el término "hadas" se usa para referirse a personajes de hadas tanto femeninos como masculinos.

## Publicaciones
Disney Publishing Worldwide transfirió la licencia de publicación principal de la franquicia Disney Fairies a Little, Brown Books for Young Readers en enero de 2014, excepto la serie Never Girls que fue a partir de febrero. Este lanzamiento incluirá nueve títulos que incluyen: lectores nivelados, libros de cuentos, un título de Passport to the Reading (Pasaporte a la Lectura), un libro de calcomanías y un libro de cartón. Brown planeó introducir un nuevo personaje, Croc, en el libro de cartón para permitir que la línea atrajera a los lectores más jóvenes, incluidos algunos niños. Además, el plan de Brown incluye una mayor conexión con la historia de Peter Pan, los piratas y Nunca Jamás. Cinco de los libros se relacionan con el lanzamiento del video casero de The Pirate Fairy.

### TrilogíaFairy Dust
En la inauguración de la Feria Internacional del Libro Infantil de Bolonia de 2005, The Walt Disney Company reveló su plan para presentar una novela infantil ilustrada para niñas de 6 a 10 años de edad. Disney Fairies debutó en septiembre de 2005, cuando Disney Publishing Worldwide presentó la novela Fairy Dust and the Quest for the Egg, escrita por la autora ganadora del premio Medalla Newbery, Gail Carson Levine, con una campaña publicitaria y de marketing de un millón de dólares y un mundo virtual. Fue lanzado en 45 países y 32 idiomas, se convirtió en un éxito de ventas del New York Times y vendió más de 1 millón de copias en todo el mundo.
El libro fue seguido en 2007 por una secuela, titulada Fairy Haven and the Quest for the Wand. Otra secuela, Fairies and the Quest for Never Land, fue lanzada en 2010.

### Never Girls
En enero de 2013, se lanzó la extensión de la serie de libros de capítulos Never Girls de la franquicia Disney Fairies bajo el sello Stepping Stone del socio editorial Random House. La serie de capítulos de Never Girls llegó a la lista de los más vendidos del New York Times - Serie Infantil en la semana del 10 de agosto. Random House mantuvo la publicación de esta línea a pesar del traslado general de la franquicia a Little, Brown en febrero de 2014.

### RevistaDisney Fairies
En junio de 2006, Egmont Magazines lanzó una nueva revista mensual de Disney Fairies para niñas de 5 a 9 años, producida por The Walt Disney Company Italia, S.p.A y publicada en Italia un par de meses antes de las traducciones de Egmont.
La revista comenzó con una tirada inicial de 110 000 ejemplares. El contenido de la revista se centra en Campanilla/Tinker Bell y sus amigas hadas de Pixie Hollow. Cada número presenta: una historia extraíble coleccionable, pasatiempos, pósters y páginas para colorear. La revista fue lanzada en Italia, Malasia, Singapur, Polonia, Rusia, España, los países nórdicos, Portugal, Alemania y Benelux.

### Novelas gráficas
En mayo de 2009, la editorial Papercutz obtuvo una licencia para producir novelas gráficas originales que llegarán a las tiendas en abril de 2010 a razón de cuatro por año.
El manga de 2007 y la novela gráfica de 2008 "Disney Fairies: Petite's Little Diary", publicados por Kodansha y distribuidos por Tokyopop, siguen las desventuras de Tinker Bell/Campanilla y sus amigos.

## Merchandising
Además del trabajo publicado, The Walt Disney Company brinda soporte para Disney Fairies en todas las unidades comerciales. La campaña incluye el sitio web de Disney Fairies, donde los visitantes pueden explorar y descubrir información sobre Disney Fairies.
Disney Consumer Products también ha producido una línea de muñecas y surtidos de juegos de rol. Los primeros productos de Disney Fairies fueron una serie de muñecas de 10 pulgadas, exclusivas de Disney Store en enero de 2006. Desde entonces, Playmates Toys se asoció con Disney en octubre de 2005 para diseñar y producir una línea de juguetes para Disney Fairies. Fairy Dust and the Quest for the Egg fue la inspiración para la línea de juguetes. Disney Consumer Products lanzó una amplia variedad de artículos de la marca Disney Fairies, que consisten en todo, desde ropa hasta artículos de papelería.
Japan Post emitió una serie de diez sellos postales en 2006. Cada sello tiene un valor nominal de 80 yenes y se distribuyeron en un estuche de tapa dura que incluía información sobre las Hadas. Los sellos se podían pedir en algunas oficinas de correos de Japón y eran para direcciones nacionales.

## Películas

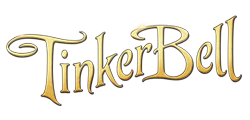
Logo de la serie de películas Tinker Bell (Campanilla).

Una serie de películas de animación por computadora con Tinker Bell/Campanilla se estrenó desde 2008 hasta 2014. Producida por Disneytoon Studios, la serie consta de seis películas directas a vídeo (algunas de ellas estrenadas en cines internacionalmente) y dos especiales de televisión.
- Tinker Bell (28 de octubre de 2008)
- Tinker Bell and the Lost Treasure (27 de octubre de 2009)
- Tinker Bell and the Great Fairy Rescue (21 de septiembre de 2010)[13]
- Pixie Hollow Games (19 de noviembre de 2011; especial de TV)[14]
- Secret of the Wings (23 de octubre de 2012)[15]
- Pixie Hollow Bake Off (20 de octubre de 2013; especial de TV)
- The Pirate Fairy (1 de abril de 2014)[16]
- Tinker Bell and the Legend of the NeverBeast (12 de diciembre de 2014)

## Atracciones de parques temáticos

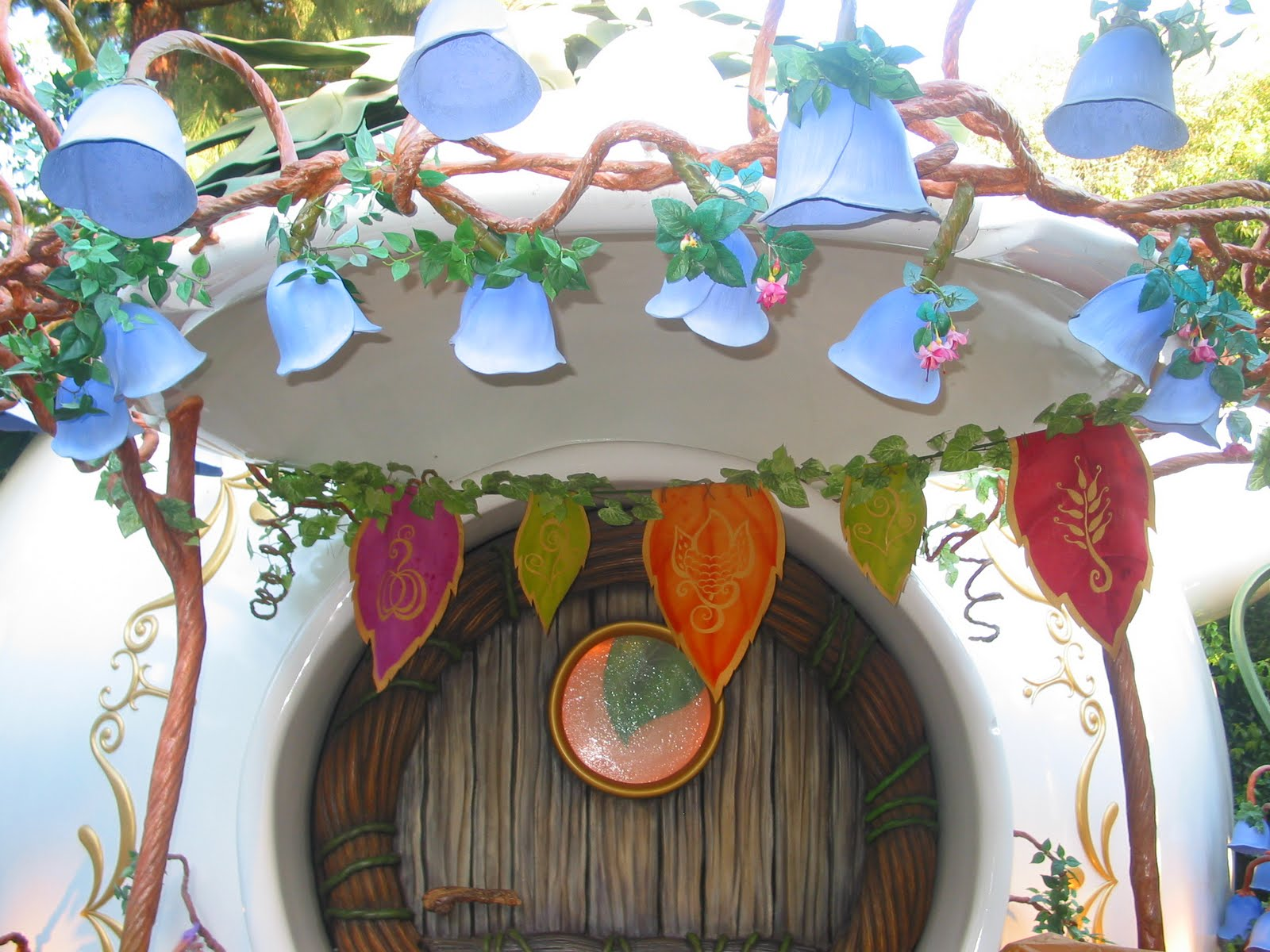
Casa de Tinker Bell/Campanilla en Pixie Hollow.

En octubre de 2008, se abrieron dos ubicaciones de Pixie Hollow (Hondonada de las Hadas / Tierra de las Hadas) en los Parques de Disney. Uno abrió en Disneyland cerca de Matterhorn Bobsleds en el área donde anteriormente se encontraba Ariel's Grotto, y el otro en el parque Magic Kingdom de Walt Disney World en el área Mickey's Toontown. Otra versión abrió en Hong Kong Disneyland el 21 de enero de 2011, como una de las festividades para celebrar el quinto aniversario del parque. En estos lugares, los invitados tienen la oportunidad de conocer y saludar a Tinker Bell/Campanilla y sus amigas hadas de la franquicia, incluyendo a Silvermist, Rosetta, Iridessa, Fawn, Terence, Vidia y Periwinkle, así como cenar con ellos.

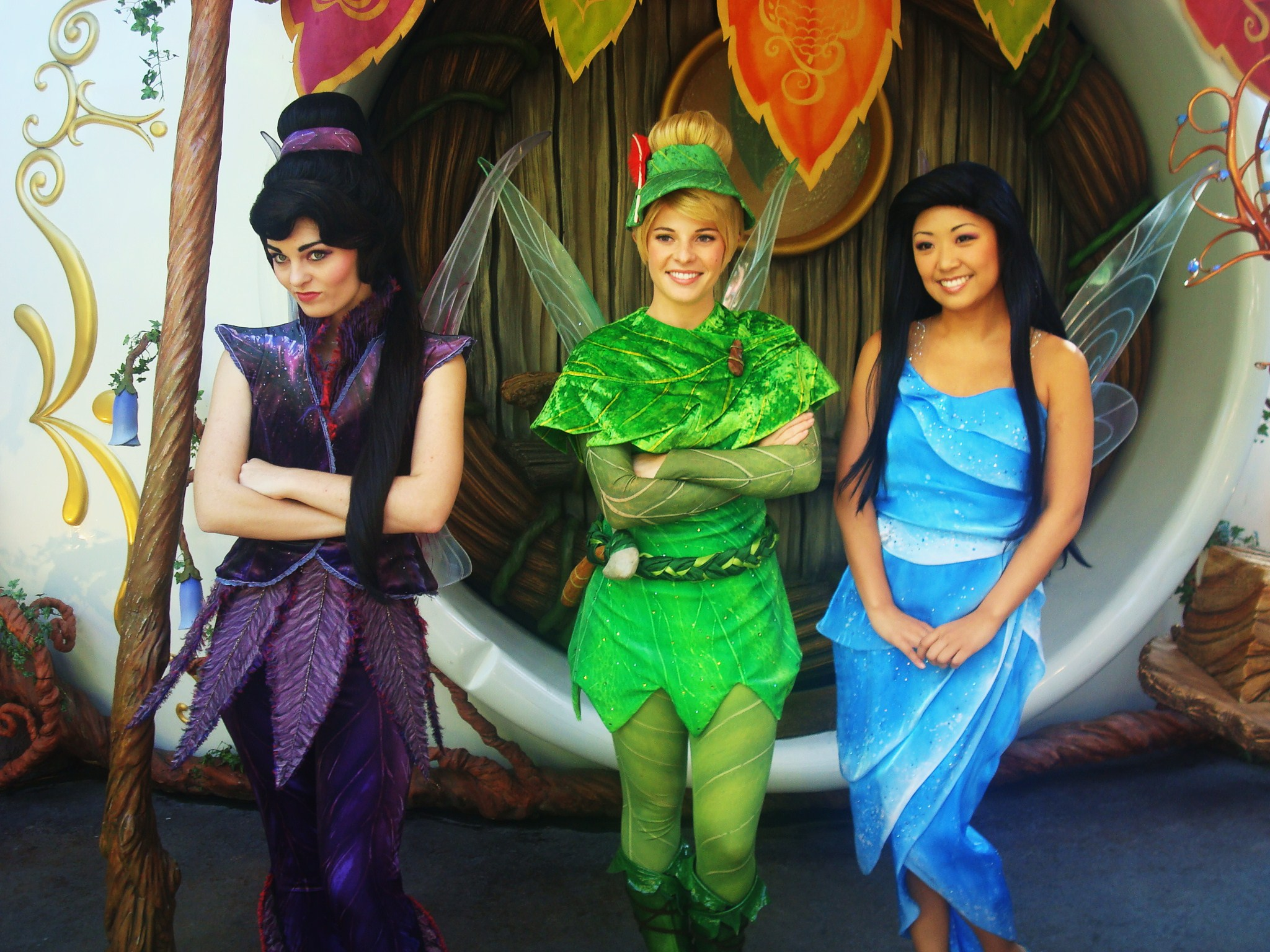
(De izquierda a derecha) Vidia, Tinker Bell y Silvermist como personajes para conocer y saludar en Pixie Hollow.

La ubicación de Magic Kingdom cerró en febrero de 2011 como parte de la expansión en curso de Fantasyland. Se incluyó un área más grande de Pixie Hollow en los planes originales para la expansión, pero desde entonces han sido abandonados. El 28 de julio de 2011, Tinker Bell/Campanilla y sus amigos regresaron a Magic Kingdom en "Tinker Bell's Magical Nook", ubicado en Adventureland Veranda. Sin embargo, en 2014 se cerró y Tinker Bell/Campanilla se transladó al Town Square Theatre, donde puede recibir a los invitados en solitario.

## Apariciones televisivas
Algunos cortometrajes con los personajes fueron emitidos en Disney Channel durante las pausas publicitarias en 2008 para promocionar la película Tinker Bell.
Además de apariciones de Campanilla (interpretada por Rose McIver) en la serie Érase una vez como personaje recurrente, Silvermist (interpretada por Jordana Largy) apareció en el segundo episodio ("Trust Me") de la serie derivada Érase una vez en el País de las Maravillas; esta es la primera ocasión en la que un personaje creado para la franquicia hace aparición en una producción de acción real.